# Karl Hanke
Pour les articles homonymes, voir Hanke.
Karl August Hanke, né le 24 août 1903 à Lauban et mort le 8 juin 1945 près de Nová Ves (district de Louny) — aujourd’hui en République tchèque —, est un homme politique allemand, membre de la Schutzstaffel. Il est Gauleiter de Basse-Silésie de 1940 à 1945 et le dernier Reichsführer-SS, nommé à la suite de la destitution de Heinrich Himmler.

## Jeunesse (1903-1928)
Le père de Hanke est mécanicien de locomotive. Son frère aîné meurt lors de la Première Guerre mondiale, lui-même est trop jeune pour y participer. Il est volontaire dans la Reichswehr au 19e régiment d'infanterie au début de l'année 1920.
Hanke suit des cours pour devenir technicien dans la minoterie à Dippoldiswalde. Ensuite, pendant un an, il exerce en tant qu'apprenti dans un atelier des chemins de fer mais, après cela, il revient à la minoterie. De 1921 à 1926, Hanke est principalement employé dans cette industrie, avec un poste de gestionnaire de moulins en Silésie, en Bavière et dans le Tyrol. Ensuite, il suit à nouveau des cours  au Berufspädagogischen Institut (institut de formation professionnelle) de Berlin. En 1928, il obtient un diplôme qui lui permet d’enseigner les techniques de la minoterie dans des écoles professionnelles. La même année, il travaille à Berlin-Steglitz en tant que meunier en chef. Ensuite, il devient formateur professionnel dans un collège technique de Berlin.

## Militant puis cadre du NSDAP (1928-1931)
Hanke rejoint le NSDAP, devenant le membre numéro 102606, le 1er novembre 1928 comme Amtswalter (secrétaire de cellule dans une entreprise). Membre de la réserve de la SA en 1929, il devient adjoint d’un chef d’unité de quartier. En 1930, il est promu à la tête de cette cellule de quartier (Strassenzellenleiter, littéralement « chef d’une cellule pour une rue ») puis à la tête d'une section berlinoise (Sektionsführer).

## Collaborateur de Joseph Goebbels (1931-1939)

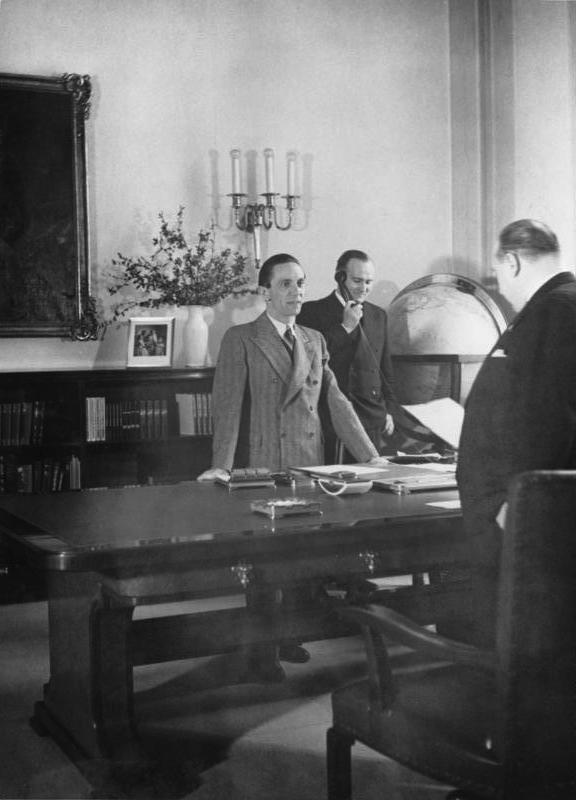
Le Reichsminister Goebbels reçoit son Staatssekretär, Walther Funk, dans son bureau du ministère. En arrière-plan, le Referent des Ministers (l'assistant du ministre), Karl Hanke, est en conversation téléphonique (1937).

Licencié de son poste d'enseignant pour « activité politique » en avril 1931, il se consacre alors exclusivement au parti. Fin 1931, il devient Kreisleiter (chef de district) de l'ouest de Berlin sous la responsabilité du Gauleiter, Joseph Goebbels. En 1932, il devient directeur de l'organisation du Gau, assistant personnel (Adjutant) et conseiller (Referent) de Goebbels, alors responsable de la propagande du parti (Reichspropagandaleiter der NSDAP). 
C'est Hanke qui prend contact avec le jeune architecte Albert Speer pour la transformation d'une villa de la banlieue ouest de Berlin en bureaux d'une section du parti. Cela permet à Speer de commencer sa carrière d'architecte au service du national-socialisme et en fait un ami proche de Hanke.
Hitler apprécie le jeune Hanke pour son élégance et sa franchise et Hanke devient délégué du parti au Parlement de Prusse. Ensuite, il se fait élire au Reichstag en tant que député de Potsdam en 1932 et conserve ce siège jusqu'en 1945.
Hanke obtient pour Speer un autre contrat, celui de la construction des locaux du parti en centre-ville sur la Voßstraße.
Après la victoire aux élections législatives de mars 1933, lors de la création par Goebbels du ministère de l'Éducation du peuple et de la Propagande du Reich, Hanke suit son chef à son poste d'assistant personnel.
C'est à ce titre qu'il invente la légende selon laquelle l'edelweiss est la fleur préférée d'Adolf Hitler. Albert Speer explique dans son ouvrage Au cœur du Troisième Reich qu'en 1934, une délégation de l'Organisation berlinoise des Femmes du Reich doit accueillir Adolf Hitler à la gare d'Anhalt et lui remettre un bouquet de fleurs ; sa responsable demande alors à Karl Hanke la fleur préférée de Hitler : comme il n'en a pas, Hanke propose l'edelweiss, fleur rare et typiquement bavaroise.
Hanke mène une carrière brillante dans le parti, rejoint la SS le 25 février 1934 — membre no 203103 —, puis est intégré à la 6e Standart SS (en).
En 1937, il devient deuxième vice-président de la Reichskulturkammer (Chambre de culture du Reich).
En 1938, il est secrétaire d’État au ministère de la Propagande. 
Un imbroglio sentimental brise cette ascension fulgurante : Il séduit Magda Goebbels, lassée des infidélités de son mari, notamment avec l’actrice tchèque Lída Baarová. Le couple Goebbels est près de se séparer, mais, sur injonction de Hitler, le couple modèle du Troisième Reich reste uni.

## Soldat dans l'armée allemande (1939-1941)
Hanke, volontaire pour servir dans l'armée, est affectée dans la 3e Panzerdivision lors de l'invasion de la Pologne en 1939. Il est sous les ordres de Rommel dans la 7e Panzerdivision pour la campagne de France. Il quitte l'armée en 1941 avec le grade de lieutenant. Il reçoit la Croix de fer de 2e et 1re classe.

## Gauleiter de Basse-Silésie (1941-1945)
À Breslau, Hitler lui confie le poste de Gauleiter de Basse-Silésie en 1941 et Himmler le nomme Gruppenführer. Pendant sa présence à ce poste, plus de 1 000 personnes ont été exécutées sur ses ordres, ceci lui valant le surnom de « bourreau de Breslau ».
Pendant l'été 1944, selon son ami Albert Speer, il vient lui rendre visite. Ce jour-là, assis dans un fauteuil, parlant d'une voix hésitante et profondément troublé, il demande à Albert Speer de ne jamais accepter une invitation à visiter un camp de concentration dans le Gau de Haute-Silésie, sous aucun prétexte et il affirme avoir vu là-bas un spectacle qu'il n'a pas le droit de décrire et qu'il n'est pas non plus capable de décrire. Speer, qui décrit Hanke comme un homme sensible, car Hanke lui a rapporté le spectacle des morts et des blessés au cours des campagnes de France et de Pologne, pense par la suite qu'il doit s'agir d'Auschwitz.
À Breslau, Hanke a longuement fréquenté la baronne Freda von Fircks, la fille d’un riche propriétaire et enseignant à l'Université de Berlin. Ils ont eu une fille en décembre 1943 et se sont finalement mariés le 25 novembre 1944.

## La chute (1945)

### Siège de Breslau et perte de la Basse-Silésie
Après le succès soviétique de l'offensive Vistule-Oder en janvier 1945, la Silésie, flanc sud vulnérable du front soviétique, devient le lieu de combats acharnés, orchestrés, côté allemand, par Hanke et Schörner. 
La ville de Breslau subit ainsi un siège en règle dans les trois derniers mois du conflit. 

Hitler nomme ainsi Hanke chef de la défense de la forteresse (Kampfkommandant) qu'est devenue la ville. Dans son journal personnel, Goebbels marque son admiration pour l'action de Hanke durant le printemps 1945. Aux yeux des nazis convaincus, il représente l'incarnation du refus de la capitulation. Il organise et tente de galvaniser la résistance dans la ville assiégée : au mois de mars, il tente de relativiser les pertes matérielles, reprenant ainsi un thème cher à Robert Ley ; puis au mois d'avril, il fait raser le centre-ville détruit par les bombardements pour mettre en place une nouvelle piste atterrissage, l'aérodrome de Gandau ayant été occupé par les troupes soviétiques. 
Mais une fois Breslau tombée, Hanke est introuvable. 
Le 6 mai, Hermann Niehoff présente la reddition de la ville assiégée et remet aux Soviétiques les clefs de la ville ; Hanke avait fui la veille par les airs depuis l'aérodrome de la ville. Albert Speer a dit qu'il aurait fui avec un prototype d'hélicoptère Fl 282B-1/B-2 .

### Nomination commeReichsführer-SS
De retour de Breslau, ayant montré fanatisme et dévouement à la parole d'Hitler, il reçoit l'Ordre allemand, la plus haute décoration nazie ; en même temps, Himmler tombe en disgrâce pour avoir tenté des négociations de paix avec les Alliés sur le front ouest. Dans son testament, organisant le Reich après sa mort, Hitler récompense les plus fanatiques parmi les membres de son entourage et nomme Hanke Reichsführer-SS le 29 avril 1945. Il est à noter que Karl Hanke fut nommé directement Reichsführer-SS depuis son dernier grade d'Obergruppenführer (général de corps d'armée), sans passer par celui d'Oberst-Gruppenführer (général d'armée). 
Après avoir été informé de sa promotion le 5 mai, Hanke part, pour des raisons inconnues, à Prague, rejoindre la 18e SS Freiwilligen Panzergrenadier Division Horst Wessel et il revêt l'uniforme d'un simple soldat SS, dans le but de dissimuler son identité en cas de capture.

### Capture et mort
Alors que son unité tente de revenir dans le Reich, des combats sont engagés contre les partisans tchèques : il est capturé près du village de Neudorf (aujourd’hui Nová Ves, du district de Louny) au sud-ouest de Komotau (aujourd’hui Chomutov). Son identité n'est pas découverte. 
Détenu avec 65 prisonniers de guerre, il essaye de s'échapper avec d’autres lors d'un transfert à pied, en tentant de monter dans un train en marche, mais il est abattu par un garde tchèque ; les deux autres prisonniers ayant participé à cette tentative d’évasion sont tués à coups de crosse.

## Promotions
- SS-Anwärter - 15 février 1934
- SS-Sturmbannführer - 1er juillet 1934
- SS-Obersturmbannführer - 20 avril 1935
- SS-Standartenführer - 15 septembre 1935
- SS-Oberführer - 20 avril 1937
- Panzerschütze - 1937
- Lieutenant d.R. - 1938
- Oberleutnant d.R. - 1940
- SS-Brigadeführer - 30 janvier 1941
- SS-Gruppenführer - 20 avril 1941
- Hauptmann d.R. - 30 janvier 1942
- SS-Obergruppenführer - 30 janvier 1944
- Reichsführer-SS und Chef der Deutschen Polizei - 29 avril 1945

## Sources
- (en) Cet article est partiellement ou en totalité issu de l’article de Wikipédia en anglais intitulé « Karl Hanke » (voir la liste des auteurs).